# بوم سوسسو (میناس گرایس)
بوم سوسسو (به پرتغالی: Bom Sucesso) یک منطقهٔ مسکونی در برزیل است که در میناز ژرایس واقع شده‌است. بوم سوسسو ۷۰۶٫۱۹۲ کیلومتر مربع مساحت و ۱۷٬۶۰۷ نفر جمعیت دارد و ۹۵۲ متر بالاتر از سطح دریا واقع شده‌است.